# Чикак, людина
«Чикак» (англ. Cicac Man) — фантастичний і комедійний фільм про супергероїв, що вийшов у Малайзії 2006 року. Режисер — член KRU Юсрі Абдул Халім. Комедіант Сайфул Апек зіграв боязкого головного героя Хаїрі, який випадково здобуває незвичайні сили, чим шокує свого друга, який також намагається зробити все можливе, щоб пристосуватися до своїх надможливостей, живучи у вигаданому місті Метрофулус. Фільм отримав неоднозначну рецензію після виходу.
Продовження фільму «Чикак-2: планета Хітам» було випущено 11 грудня 2008 року в Малайзії, Сінгапурі та Брунеї після успіху попереднього в малайзійському прокаті. Третій фільм під назвою «Чикак-3» вийшов у світ 12 березня 2015 року в Малайзії з абсолютно новим акторським складом, де головного героя зіграв Зізан Разак.

## Сюжет
Хаїрі Ятім (Сайфул Апек) — невдаха, який живе в Метрофулусі. Працюючи в лабораторії, він випиває каву, яка була заражена вірусом гекона. Незабаром він усвідомлює, що з ним відбуваються дивні речі (прилипання до стін, щебетання). Хаїрі звертається до свого найкращого друга Денні (Юсрі Абдул Халім) і благає його знайти причину, що стоїть за його незвичними витівками.
Тим часом, жителі Метрофулуса починають заражатися новими видами вірусів, а єдині ліки надходять лише з лабораторії професора Клона (Азніл Нававі). Підозрюючи, що щось не так, Хаїрі та Денні розпочинають власне розслідування, внаслідок якого з'ясовують, що професор Клон не лише творець цих вірусів, але й має зловісний план щодо них, маючи підкріплення від ділових партнерів «Джинджер-хлопців» (у ролях Адлін Аман Рамлі та АС Мізаль), які хочуть помститися за невдалий експеримент професора Клона над ними.
Невдовзі Хаїрі використовує свої надможливості Чикака, коли рятує Таню (Фашу Сандху), секретаря професора Клона від небезпечної ситуації. Однак згодом він виявляє, що його сила є скоріше загрозою для життя, ніж дарунком, тому хлопець рішуче розпочинає втілювати в життя місію перемогти професора.

## Виробництво фільму
Фільм був знятий з допомогою Dolby TrueHD, а близько 40 % фільму знято на зеленому екрані, використовуючи спецефекти. Колектив візуальних ефектів на чолі з режисером Юрі використовував технологію CGI, щоб повністю втілити життя вигадане місто Бандарського Метрофулусу (яке розташовувалось на Куала-Лумпурі), супергероїчні рухи головного героя тощо. Понад 90 % робіт з ротоскопіювання та композитингу проводила компанія KRU Films (нині відома як KRU Studios), яка брала на себе відповідальність за музичні партитури та аудіоефекти.
Адлін Аман Рамлі та АС Мізаль раніше спільно працювали над мюзиклом Puteri Gunung Ledang.

## Саундтреки
1. The Times — Cicakman
2. Spider — Telinga ke Tulang
3. Pretty Ugly — Diari Seorang Lelaki
4. Ezlynn — Menunggumu
5. Aznil Nawawi — Professor Klon
6. Yusry — Jika Ku Tak Bangun Esok Pagi
7. Dr. Kronik — Bukan Ilusi
8. Syuga — Dialah Aku

## Вихід у прокат

### Касові збори
«Чикак» започаткував історію кіноіндрустрії в Малайзії, отримавши суму в 350 000 малайзійських рингітів, а кількість відвідувачів сягала 47166 осіб у перший день виходу. Фільм збагатив компанію KRU на 6,7 мільйонів доларів завдяки продажу в прокаті.

### Критика
Багато хто ставив позитивну оцінку фільму «Чикак», але були й ті, які критикували його. Кінокритик Мансор Путе в своєму інтерв'ю з Метро Харіаном сказав: «… у фільмі немає „душі“, немає естетичних цінностей, культури чи прихованого сенсу, який дозволяє глядачам думати».
Також була розповсюджена думка, які порівнювала Чикака з Людиною-павуком, Бетменом, Суперменом та іншими голлівудськими фільмами про супергероїв, але перед тим, як фільм вийшов у світ, режисер Юрі радив людям не порівнювати Чикака з іншими супергероями, оскільки їхній бюджет «очевидно нижчий» у порівнянні з голлівудськими постановками.  

## Культура Малайзії у фільмі
Фільм певною мірою опирається на малайзійську культуру. Це проявляється у певних моментах стрічки, наприклад тоді, коли Хаїрі використовує пропускну карту Тані, щоб отримати доступ до всього штабу Клон Технолоджіс, він кричить: «Tahniah! Tahniah!» (Ура! Вітаю!). Це була спеціальна гра слів, щоб приховати зчитування ім'я Тані. А також коли Хаїрі намагається відрізнити 5 оригінальних міністрів від своїх клонованих колег, він задає жартівливе запитання: «Original or Spicy?» («Оригінальний чи гострий?»), зумовлене двома варіантами смаку курки KFC у Малайзії.